# 12793 Hosinokokai
12793 Hosinokokai è un asteroide della fascia principale. Scoperto nel 1995, presenta un'orbita caratterizzata da un semiasse maggiore pari a 2,2605514 UA e da un'eccentricità di 0,1378128, inclinata di 3,36608° rispetto all'eclittica.